# Yeongdeungpo-dong
Yeongdeungpo-dong (koreanska: 영등포동) är en stadsdel i stadsdistriktet Yeongdeungpo-gu i Sydkoreas huvudstad Seoul.

## Indelning
Administrativt är Yeongdeungpo-dong indelat i:
| Namn       | Namn                 | Yta km² | Invånare 31 dec 2020 |
| ---------- | -------------------- | ------- | -------------------- |
| 영등포동   | Yeongdeungpo-dong    | 1,26    | 28 749               |
| 영등포본동 | Yeongdeungpobon-dong | 1,02    | 23 790               |